# Charles Hannaire-Viéville
Charles Siméon Hannaire-Viéville est un homme politique français né le 28 septembre 1753 à Montheries (Haute-Marne) et mort le 27 septembre 1839.
Commissaire des guerres à Sarrelouis, il est élu député de la Moselle au Conseil des Cinq-Cents le 24 germinal an V (13 avril 1797). Il sort du conseil en l'an VII.

## Sources
- « Charles Hannaire-Viéville », dans Adolphe Robert et Gaston Cougny, Dictionnaire des parlementaires français, Edgar Bourloton, 1889-1891 [détail de l’édition]